# Sitio de Jerusalén (70)
El sitio de Jerusalén del año 70 fue un acontecimiento decisivo en la primera guerra judeo-romana, que finalizó con la caída de Masada en el año 73. El ejército romano, dirigido por el futuro emperador Tito, con Tiberio Julio Alejandro como su segundo al mando, sitió y conquistó la ciudad de Jerusalén, que había estado ocupada por sus defensores judíos desde el año 66. La ciudad y su importante templo fueron destruidos el mismo año de su conquista. La destrucción del Templo de Jerusalén todavía es lamentada anualmente durante la festividad judía Tisha b'Av, y aparece en el Arco de Tito (todavía en pie en Roma), donde se representa y celebra el saqueo de Jerusalén y del Templo.
La destrucción del Templo fue un acontecimiento importante para la historia y la tradición judía, conmemorado anualmente por los judíos durante el ayuno de Tisha b'Av. Es igualmente importante para la teología cristiana. Este evento ha sido relatado en detalle por el dirigente judío que había entrado al servicio de los romanos y, luego, se convirtió en historiador: Flavio Josefo.

## Preludio
Desde la captura de Jerusalén por Cneo Pompeyo Magno en el año 63 a. C., los romanos ocuparon Judea y la gobernaron, algunas veces, por intermedio de príncipes locales que pusieron en el lugar, tales como Herodes I el Grande o Herodes Agripa I, algunas veces directamente por procuradores que eran a menudo corruptos y que suscitaban hostilidad en los judíos y recibían apoyo de la importante población helenizada. Según Flavio Josefo, las causas inmediatas de la revuelta, en 66, fueron un sacrificio pagano ante la entrada de la sinagoga de Cesarea Marítima, seguido por el desvío de 17 talentos del tesoro del Templo de Jerusalén, por el procurador Gessius Florus. El acto decisivo que significó la ruptura con Roma fue la decisión de Eleazar ben Hanania, encargado del cuidado del Templo, de no aceptar más el sacrificio cotidiano para el emperador.
La revuelta, de la cual Ernest Renan escribe que constituye «un acceso de fiebre que no se puede comparar con lo que aconteció en Francia durante la Revolución y en París en 1871», tuvo en inicio algún éxito. El asesinato del emperador Nerón en 68 llevó a Vespasiano a lanzarse a la lucha por la dignidad imperial; sin embargo, interrumpió la guerra contra los judíos para ser coronado en Alejandría. Los combates tuvieron entonces un período de calma que los judíos no aprovecharon para organizarse.
Con el ascenso al Imperio asegurado, Vespasiano partió hacia Roma y dejó el comando de las legiones de Judea a su hijo Tito, quien abandonó Cesarea poco tiempo antes del Pésaj de 70, para asediar Jerusalén en busca de dar inicio, según Dion Casio, a las negociaciones.

## Asedio

Mapa de Jerusalén en 70; el Templo en amarillo.

A pesar de que durante la primera guerra judeo-romana los zelotes tuvieron éxitos iniciales en repeler los asedios romanos y expulsar a gran número de legionarios fuera de Judea, a falta de un buen liderazgo, empezaron a pelear entre ellos. Además, aunque eran hábiles en tácticas de guerrillas y emboscadas contra las legiones romanas, carecían de disciplina, formación y preparación para las batallas.
Al empezar el año 70, Tito junto con tres legiones (V Macedonica, XII Fulminata y XV Apollinaris) sitió la ciudad por el lado occidental y una cuarta legión (X Fretensis) por el Monte de los Olivos, el lado oriental. Logró ejercer gran presión sobre los suministros de alimentos y agua de los habitantes de la ciudad, al permitir a los peregrinos ingresar en la ciudad para celebrar el Pésaj y, luego, negarles la salida. Después de que varias incursiones judías mataran a algunos soldados romanos, Tito envió a Flavio Josefo, el historiador judío, a negociar con los defensores; esto terminó con los judíos hiriendo al negociador con una flecha y otra incursión fue lanzada poco después. Tito también fue capturado durante este ataque repentino, pero logró escapar.
A mediados de mayo, Tito ordenó destruir la recientemente construida Tercera Muralla con un ariete, el cual abrió una brecha en ella y en la Segunda Muralla. Luego, giró su atención a la Fortaleza Antonia, ubicada justo al norte del Monte del Templo. Los romanos fueron entonces arrastrados a la calle en la lucha contra los zelotes, pero se les ordenó retirarse al templo para evitar grandes pérdidas. Flavio Josefo fracasó en otro intento de negociar y los ataques judíos impidieron la construcción de torres de asedio en la Fortaleza Antonia. Los alimentos, el agua y otras provisiones fueron menguando en el interior de Jerusalén, pero se consiguió introducir a hurtadillas dichos suministros en la ciudad, burlando a las fuerzas romanas en el proceso. Para poner fin a esta situación, se emitieron órdenes para construir un nuevo muro y también se reinició la construcción de la torre de asedio.

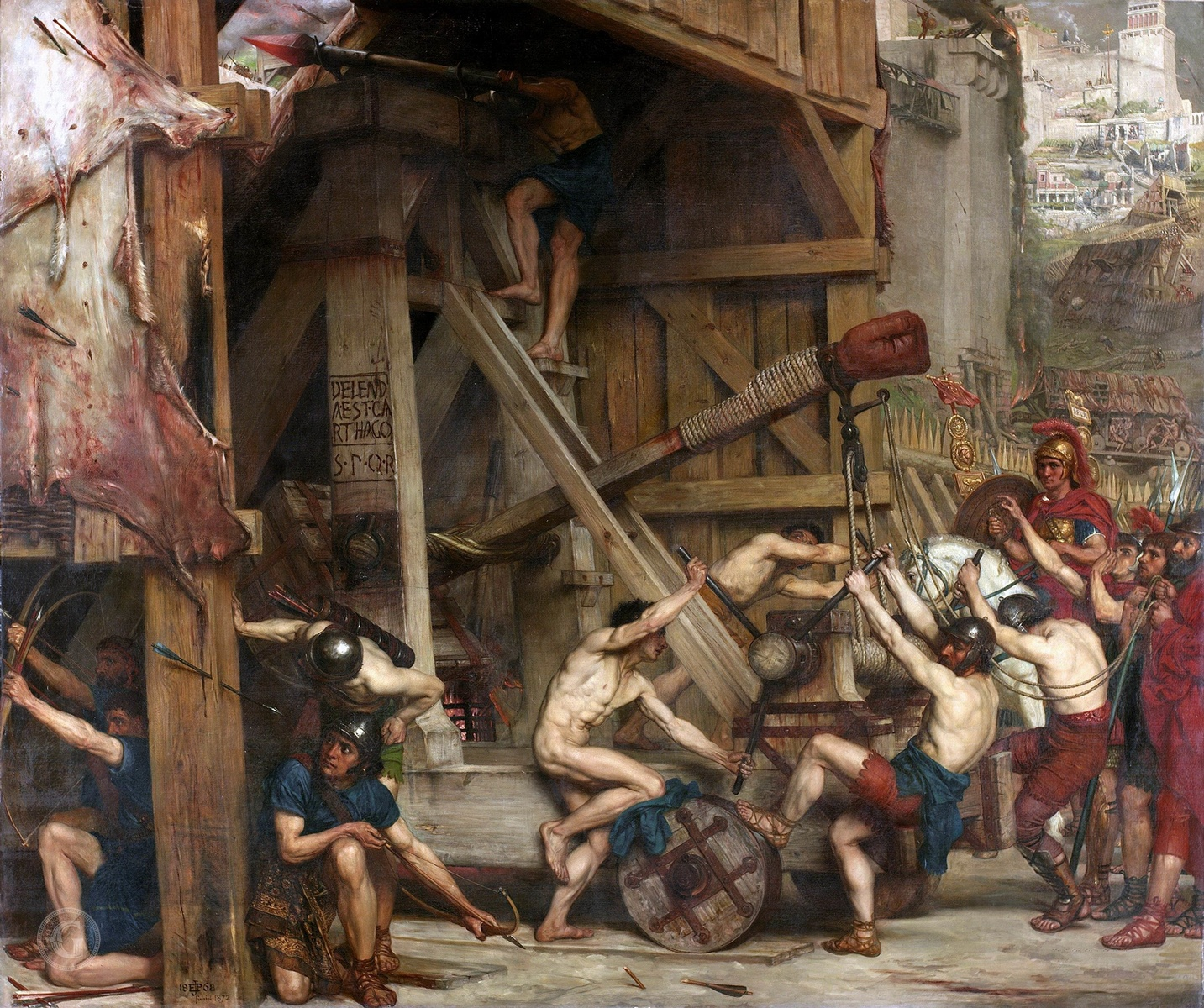
Catapulta, por Edward Poynter (1868). El ejército romano debió de usar durante el sitio armas de este tipo.

Después de varios intentos fallidos de penetrar o escalar las murallas de la Fortaleza Antonia, los romanos lanzaron finalmente un ataque secreto, con el que sorprendieron a los guardias zelotes durmiendo y lograron conquistar la fortaleza. Este era el segundo mayor edificio del perímetro defensivo de la ciudad, después del Monte del Templo, y constituía un excelente punto de partida para asaltar el propio Templo. Los arietes no tuvieron gran éxito, pero en la lucha las paredes se incendiaron cuando un soldado romano lanzó un tizón a una de ellas.
Destruir el Templo no estaba entre los objetivos de Tito, posiblemente debido a las grandes ampliaciones llevadas a cabo por Herodes I el Grande unas pocas décadas antes. Lo más probable es que Tito hubiese querido apoderarse de él y transformarlo en un templo dedicado al culto imperial y al panteón romano. A pesar de que Tito no deseaba la quema del Templo, el incendio pronto estuvo fuera de control. El edificio quedó destruido en la fecha conocida como Tisha b'Av, a finales de agosto, y las llamas se propagaron a las zonas residenciales de la ciudad. Las legiones romanas aplastaron rápidamente a la resistencia judía restante. Parte de los judíos que se salvaron escaparon por medio de túneles subterráneos escondidos, mientras que otros se dirigieron a los altos de la ciudad para resistir. Esta defensa detuvo el avance romano debido a que los atacantes tuvieron que construir torres de asedio para asaltar a los que aún se defendían. La ciudad estuvo bajo completo control romano para el 7 de septiembre y los romanos continuaron persiguiendo a los judíos que habían huido de la ciudad.

## Destrucción de Jerusalén

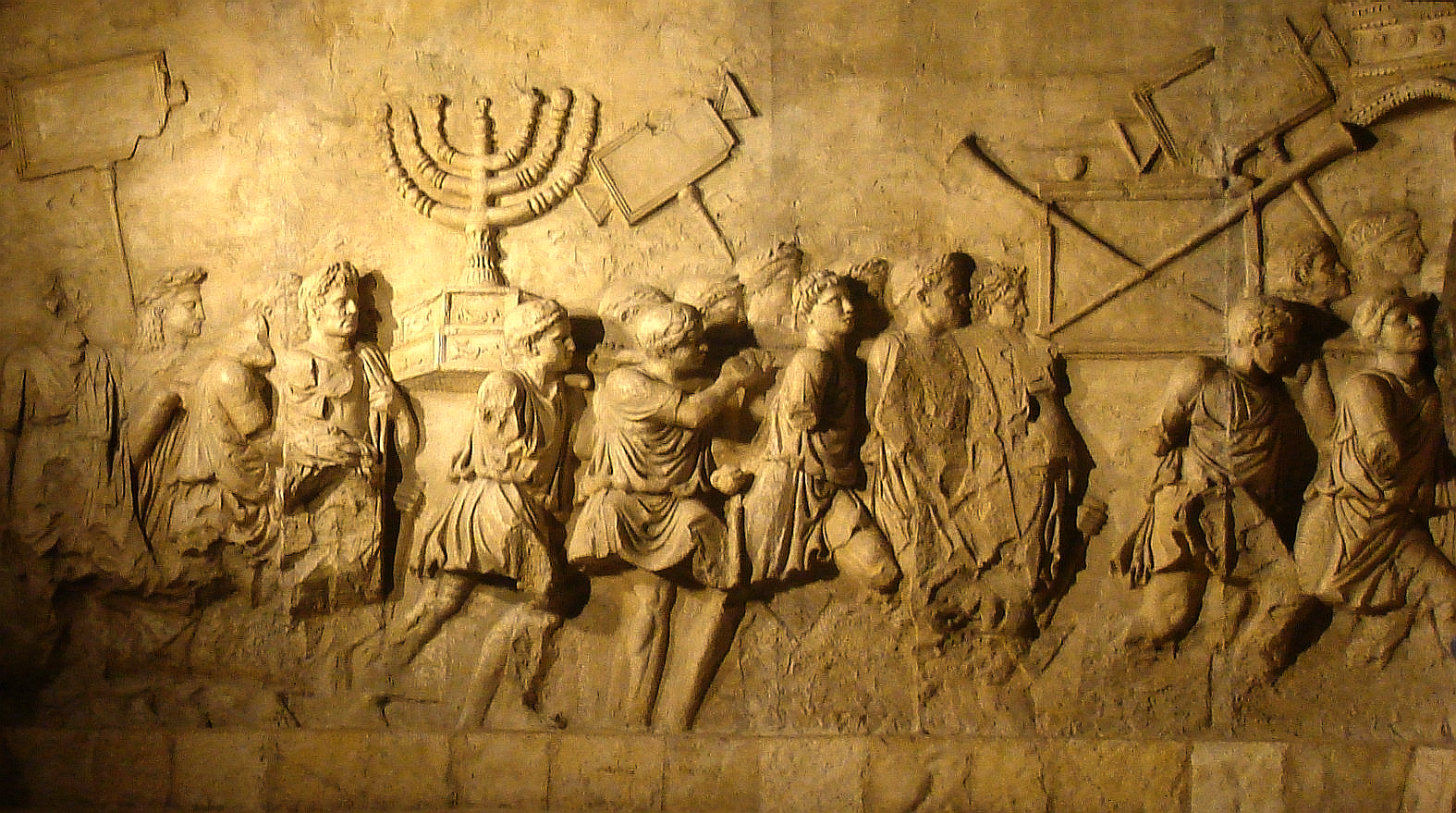
Copia del panel del arco de triunfo romano de Beth Hatefutsoth, que muestra el botín del templo de Jerusalén 81 ap. J.-C..

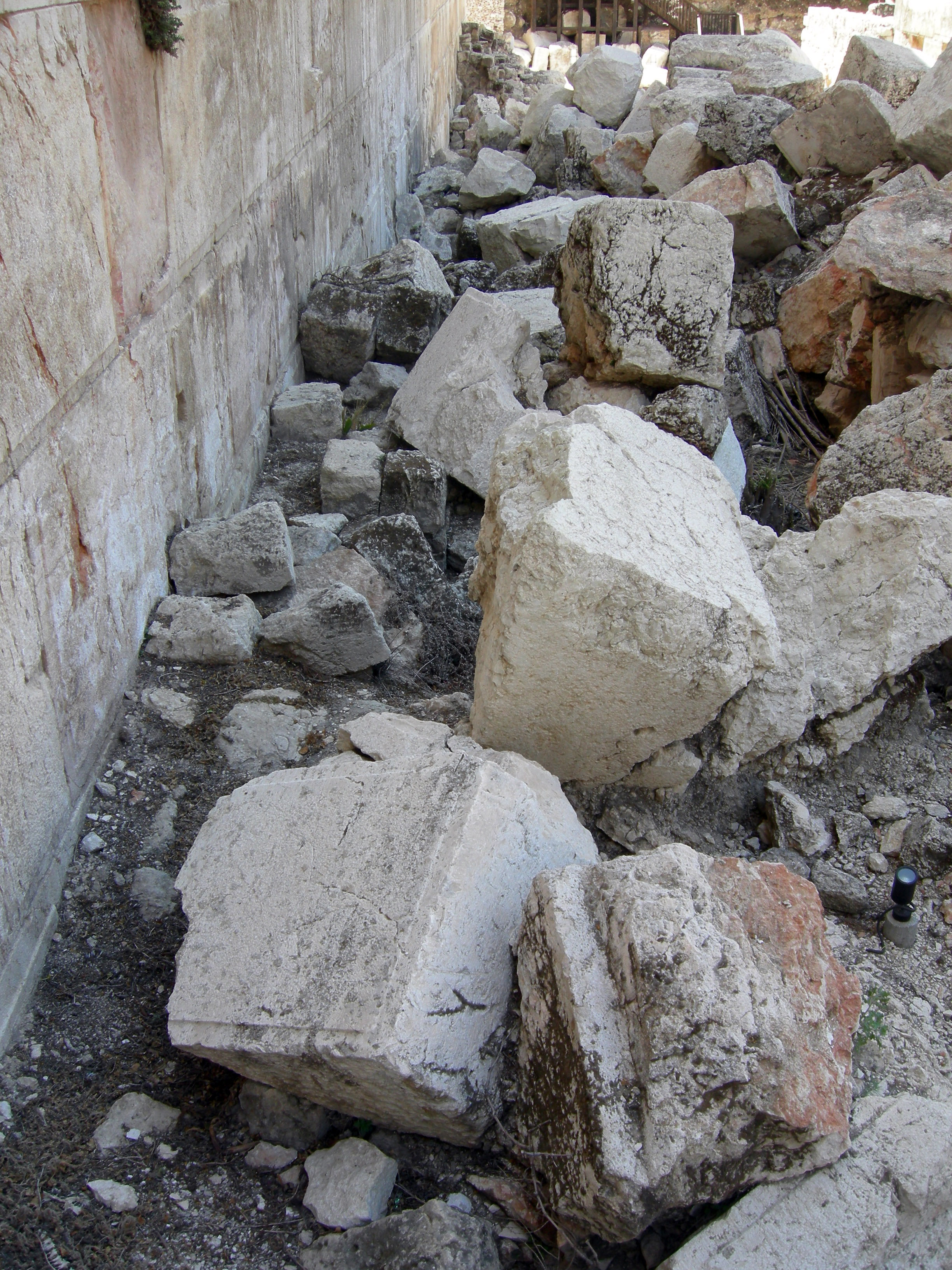
Piedras del Muro de las Lamentaciones del Monte del Templo (Jerusalén) tiradas en la calle por soldados romanos, 70 d. C.

Sulpicio Severo (363-420), al referirse en su crónica a un escrito anterior de Tácito (56-117), dijo que Tito atacó Jerusalén con el fin de destruir el templo para favorecer el debilitamiento y supresión de las sectas judías y cristianas. Algunos estudiosos sostienen que en realidad la destrucción de Jerusalén liberaba a la iglesia cristiana para cumplir con su principio de religión universalista destinada a todo el mundo.[cita requerida]
La narración de Flavio Josefo generalmente se considera poco fiable en este caso. Josefo había actuado como mediador para los romanos y, cuando las negociaciones fracasaron, fue testigo del asedio y de las consecuencias del mismo. Escribió:

Ahora, como el ejército no tenía más personas para matar ni nada que saquear, y su furia carecía de cualquier aliciente (ya que si hubieran tenido algo que hacer, no habrían tenido ningún miramiento con nada), César dio órdenes de que demolieran toda la ciudad y el templo, y dejar en pie las torres de Fasael, Hípico y Mariamme, ya que eran las más altas, y la parte de la muralla que rodeaba la ciudad en el lado oeste. Este muro se salvó con el fin de garantizar un campamento para la guarnición que quedara allí, y las torres se conservarían para mostrar a la posteridad qué tipo de ciudad y qué bien fortificada era aquella a la que los romanos habían sometido con su valor. Los encargados de la demolición allanaron el resto del recinto de la ciudad de tal forma que los que llegaran a este sitio no creerían que  hubiera sido alguna vez habitado. Este fue el final de Jerusalén, una ciudad de  gran magnificencia y fama entre toda la humanidad, provocado por la locura de los sediciosos.
Flavio Josefo VII,1,1-4.

Josefo afirma que 1 110 000 personas murieron durante el asedio, de los cuales la mayoría eran judíos. Además, 97 000 fueron capturados y esclavizados, incluidos Simón Bar Giora y Juan de Giscala. Muchos huyeron a las zonas de todo el Mediterráneo. Tito se negó a aceptar una corona de la victoria decretada por el Senado de Roma, ya que «no hay mérito en  derrotar un pueblo abandonado por su propio Dios».

## Percepciones teológicas
Los teólogos judíos Amoraim atribuyeron la destrucción del Templo y de Jerusalén a un castigo divino por el «fundamento del odio» que habría invadido la sociedad judía en la época.
En la teología cristiana, según una perspectiva teológica del individuo, este acto de la historia se ve como un completo cumplimiento de muchas profecías de que habla el Evangelio de Jesucristo. Este modo de pensamiento conocido como Preterismo, considera al Sitio de Jerusalén como cumplimiento de una profecía específica de Cristo respecto a la destrucción del Templo, pero no trata con el fin de la edad, conocido como Premilenarismo. Estos dos puntos de vista teológico, Preterismo y Premilenarismo, son diametralmente opuestos, aunque ambos toman su significado de la misma serie de pasajes que se encuentran en la Biblia.

## En el arte
La guerra en Judea, en particular, el asedio y la destrucción de Jerusalén, han inspirado a escritores y artistas a través de los siglos. El  altorrelieve en el Arco de Tito ha sido influyente en el establecimiento de la menorah como el símbolo más espectacular de los saqueos del Segundo Templo.